# Exerodonta
Exerodonta es un género de anfibios de la familia Hylidae. Este género pertenecía al género Hyla hasta la reestructuración del género realizada en 2005. Todas las especies son endémicas del sur de México y el oeste de Centroamérica.

## Especies
Se reconocen las siguientes según ASW:
- Exerodonta abdivita (Campbell & Duellman, 2000)
- Exerodonta bivocata (Duellman & Hoyt, 1961)
- Exerodonta catracha (Porras & Wilson, 1987)
- Exerodonta chimalapa (Mendelson & Campbell, 1994)
- Exerodonta juanitae (Snyder, 1972)
- Exerodonta melanomma (Taylor, 1940)
- Exerodonta perkinsi (Campbell & Brodie, 1992)
- Exerodonta pinorum (Taylor, 1937)
- Exerodonta smaragdina (Taylor, 1940)
- Exerodonta sumichrasti Brocchi, 1879
- Exerodonta xera (Mendelson & Campbell, 1994)